# Ácido tricloroacético
Ácido tricloroacético (também conhecido como Ácido tricloroetanóico) é um análogo do ácido acético no qual os três átomos de hidrogênio do grupo metila foram substituidos por átomos de cloro. Tem fórmula química CCl3COOH.
É preparado pela reação do cloro com a o ácido acético na presença de um catalisador adequado.
CH3COOH + 3 Cl2 → CCl3COOH + 3 HCl
É largamente usado em bioquímica para a precipitação de macromoléculas tal como proteínas, DNA e RNA. Seu sal é usado como um herbicida. Soluções contendo ácido tricloroacético como ingrediente são usadas para o tratamento de verrugas, incluindo verrugas genitais. É considerado seguro para o uso com este propósito durante gestação.
Sais de ácido tricloroacético são chamados tricloroacetatos. Redução de ácido tricloroacético resulta em ácido dicloroacético, um composto farmacologicamente ativo que mostra-se promissor no tratamento de câncer.

## História
A descoberta do ácido tricloroacético por Jean-Baptiste Dumas em 1840 apresenta um passo importante no então lento desenvolvimento da teorização envolvendo os radicais orgânicos e valências. A teoria era contrária às crenças de Jöns Jacob Berzelius, iniciando uma longa disputa entre Dumas e Berzelius.

## Usos
Usa-se no trato de determinadas doenças sexualmente transmissíveis, em uso direto de solução nos tecidos da vagina, tanto por papiloma vírus, como Trichomonas vaginalis.
Ácido tricloroacético encontra aplicação em cosmética para a remoção de calos ("Peeling“). Seu sal sódico, o tricloroacetato de sódio, é utilizado como herbicida. Na Alemanha, Áustria e Suíça não mais permitem instalações industriais de produção desta substância.
Ainda encontra aplicação como precipitante para proteínas em homogenizadores de células ou meios de cultura (com proteínas extracelulares).

## Segurança
A inalação dos vapores de ácido tricloroacético pode causar dores de cabeça, tonturas, fadiga e fraqueza nos membros, tosse, dores no peito, náuseas e vômitos.
O contato com a pele ou olhos causa severa irritação e queimaduras.
A ingestão causa queimaduras na boca e estômago e pode ser fatal.
Não deve-se induzir vômito, em caso de ingestão. Dá-se leite em abundância e leite de magnésia. Nos casos de contato, lavar imediatamente a pele ou os olhos com água em abundância por pelo menos quinze minutos e retirar-se as roupas e calçados contaminados (estes devem ser cuidadosamente lavados antes de reutilizados).
Solventes halogenados como 1,1,1-tricloretano, tricloroetileno, percloroetileno tem no ácido tricloracético um produto do metabolismo, assim, analisando-se este ácido na urina, por exemplo, pode-se determinar contaminações com estas substâncias.